# Into the Great Wide Open
Into the Great Wide Open — восьмой студийный альбом американской рок-группы Tom Petty and the Heartbreakers. Выпущенный 2 июля 1991 года, он стал последним альбомом группы на лейбле MCA Records. Этот альбом стал вторым, который Петти спродюсировал с Джеффом Линном, после успешного альбома Full Moon Fever (1989).

## Об альбоме
Как и сольный альбом Петти Full Moon Fever, Into the Great Wide Open спродюсировал коллега музыканта по Traveling Wilburys Джефф Линн. Альбом стал довольно успешным, получив статус золотого в Германии и Швейцарии, платинового в Великобритании и Швеции и 2×мульти-платинового в Канаде и США. Песни «Out in the Cold», «Learning to Fly», «Kings Highway» и «Into the Great Wide Open» заняли лидирующие позиции в чарте Mainstream Rock. В музыкальном видео на последнюю снялся Джонни Депп, у которого выдалось свободное время на съёмочной площадке фильма «Аризонская мечта» Эмира Кустурицы.
После нескольких довольно средних альбомов, Into the Great Wide Open наконец вернул The Heartbreakers расположение критиков. Дэйв ДиМартино из Entertainment Weekly назвал его «самым классическим альбомом Петти и группы за последние 15 лет». Критик Rolling Stone Парк Путербо, дав Into the Great Wide Open 4 звезды из 5, поместил его в нишу между альбомами Full Moon Fever и Damn the Torpedoes. Рецензент AllMusic Стивен Томас Эрлевайн также отметил сходство Into the Great Wide Open с Full Moon Fever, хоть и с меньшим воодушевлением. По мнению Эрлевайна, альбом приятный, но недостаточно разнообразный.

## Список композиций
Слова и музыка всех песен — Тома Петти, за исключением «Learning to Fly», «Into the Great Wide Open», «The Dark of the Sun», «All the Wrong Reasons», «Out in the Cold» и «Built to Last» — Петти в соавторстве с Джеффом Линном, а также «All or Nothin’» и «Makin’ Some Noise» — в соавторстве с Джеффом Линном и Майком Кэмпбеллом.
| №   | Название                    | Длительность |
| --- | --------------------------- | ------------ |
| 1.  | «Learning to Fly»           | 4:02         |
| 2.  | «Kings Highway»             | 3:08         |
| 3.  | «Into the Great Wide Open»  | 3:43         |
| 4.  | «Two Gunslingers»           | 3:09         |
| 5.  | «The Dark of the Sun»       | 3:23         |
| 6.  | «All or Nothin’»            | 4:07         |
| 7.  | «All the Wrong Reasons»     | 3:46         |
| 8.  | «Too Good to Be True»       | 3:59         |
| 9.  | «Out in the Cold»           | 3:40         |
| 10. | «You and I Will Meet Again» | 3:42         |
| 11. | «Makin’ Some Noise»         | 3:27         |
| 12. | «Built to Last»             | 4:00         |

## Участники записи
The Heartbreakers:
- Том Петти — вокал, электрогитара, акустическая гитара, клавишные, перкуссия, бас-гитара
- Майк Кэмпбелл — гитара, бас-гитара, добро, клавишные, слайд-гитара
- Бенмонт Тенч[англ.] — фортепиано, аккордеон
- Хоуи Эпштейн[англ.] — бас-гитара, бэк-вокал
- Стэн Линч[англ.] — ударные, перкуссия

Приглашённые музыканты:
- Джефф Линн — гитара, бас-гитара, бэк-вокал, фортепиано, синтезатор, ударные, звуковые эффекты
- Ричард Тэнди — синтезатор («Two Gunslingers»)
- Роджер МакГинн[англ.] — бэк-вокал («All the Wrong Reasons»)

## Позиции в хит-парадах
Годовые чарты:
| Хит-парад (1991)     | Позиция |
| -------------------- | ------- |
| Великобритания (OCC) | 99      |